# Lepismium cruciforme
Lepismium cruciforme ist eine Pflanzenart aus der Gattung Lepismium in der Familie der Kakteengewächse (Cactaceae).

## Beschreibung
Lepismium cruciforme wächst epiphytisch oder lithophytisch mit halbaufrechten bis kriechenden Trieben, die etwas verzweigt sind. Die sehr variablen, oft purpurn überhauchten Triebsegmente sind linealisch bis lanzettlich, drei- bis fünfkantig, geflügelt oder flach. Sie sind bis 50 Zentimeter lang und 2 Zentimeter breit. Die Ränder sind auffallend gekerbt. In den Einkerbungen sitzen die Areolen, die mit Büscheln aus weißer Wolle besetzt sind. Dornen sind nur selten vorhanden.
Die cremefarbenen, gelben, rosafarben oder selten magentafarbenen Blüten erscheinen seitlich. Sie sind 1 bis 1,3 Zentimeter lang. Je Areole können 1 bis 5 Blüten ausgebildet werden. Die kugelförmigen, mehr oder weniger purpurroten Früchte weisen Durchmesser von bis 6 Millimeter auf.

## Verbreitung, Systematik und Gefährdung
Lepismium cruciforme ist im Nordosten bis Südwesten Brasiliens, in Paraguay und im Norden Argentiniens verbreitet.
Die Erstbeschreibung als Cactus cruciformis erfolgte 1829 durch José Mariano da Conceição Vellozo. Friedrich Anton Wilhelm Miquel stellte die Art 1838 in die Gattung Lepismium. 1994 wurde der Artname zur Bewahrung (Nomen conservandum) vorgeschlagen, was 1999 durch den 14. Internationalen Botanischer Kongress in St. Louis bestätigt wurde. Weitere nomenklatorische Synonyme sind Hariota cruciformis Kuntze (1891) und Rhipsalis cruciformis (Vell.) A.Cast. (1925).
Lepismium cruciforme wird in der Roten Liste gefährdeter Arten der IUCN als „Least Concern (LC)“, d. h. nicht gefährdet, eingestuft.

## Nachweise